# Daumengruppe

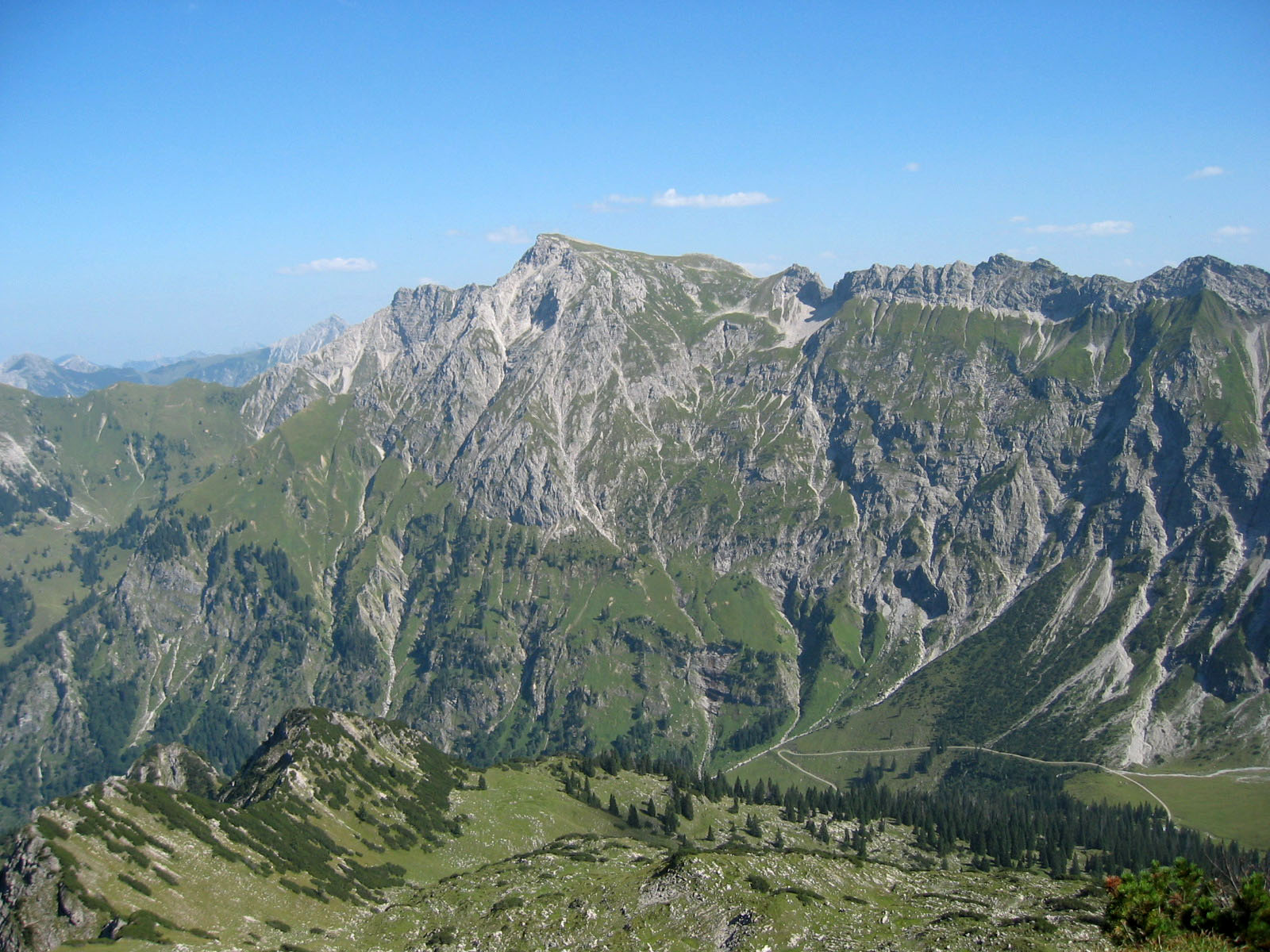
Uitzicht vanaf de Entschenkopf

De Daumengruppe is een groep bergen in de Allgäuer Alpen ten oosten van Oberstdorf en ten zuiden van Bad Hindelang.

## Bergen behorende tot de Daumengruppe
| - Großer Daumen 2280 m - Schneck 2268 m - Westlicher Wengenkopf 2235 m - Nebelhorn 2224 m - Östlicher Wengenkopf 2206 m - Gundkopf 2200 m - Rotkopf 2194 m - Kleiner Daumen 2191 m - Laufbacher Eck 2177 m - Himmelhorn 2113 m - Lachenkopf 2112 m - Schochen 2100 m - Kleiner Seekopf 2095 m | - Salober 2088 m - Großer Seekopf 2084 m - Laufbichlkirche 2044 m - Entschenkopf 2043 m - Rotspitze 2033 m - Pfannenhölzer 2025 m - Heubatspitze 2008 m - Berggächtle 2006 m - Zeiger 1994 m - Hengst 1988 m - Gaisfuß 1981 m - Rubihorn 1957 m - Gaisalphorn 1953 m | - Giebel 1949 m - Hüttenkopf 1940 m - Seeköpfle 1920 m - Breitenberg 1893 m - Schattenberg 1845 m - Schnippenkopf 1833 m - Heidelbeerkopf 1767 m - Sonnenkopf 1713 m - Imberger Horn 1656 m - Gernkopf 1566 m - Sonthofner Hörnle 1523 m |